# Limargue
Pour l’article homonyme, voir Château de Limargue.

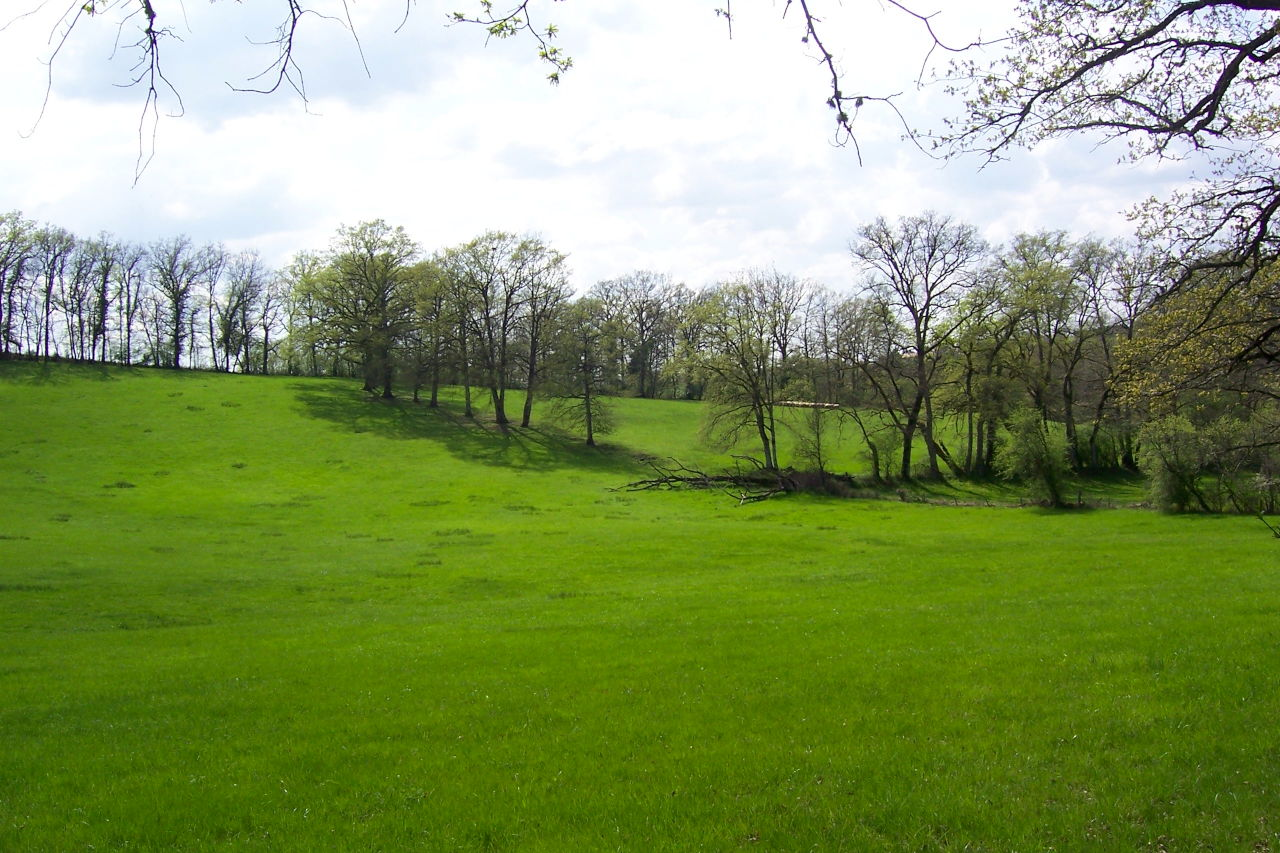
Paysage du Limargue près de Sonac.

Le Limargue est une région naturelle de France située au nord-est du département du Lot. C'est aussi un pays traditionnel du Quercy mais ce n'est pas une province historique comme l'Albigeois ou le Rouergue.

## Géographie
Cette région de terrains marno-argilo-gréseux du Lias, s'étend du nord-ouest au sud-est du Ségala lotois, premier contrefort du Massif central.
Elle est traversée par l'Alzou, l'Ouysse, le Francès et le Célé.

## Étymologie
Le nom propre Limargue (en occitan la Limarga) est basé sur le mot gaulois margila - latinisé en marna - qui désigne un terrain marneux. Par analogie avec l'occitan, le nom est parfois utilisé avec l'article féminin : la Limargue.

## Communes principales
Le Limargue a — entre autres — son territoire sur les communes suivantes :
- Anglars, Bio, Figeac (sous-préfecture), Lacapelle-Marival (chef lieu de canton), Aynac, Lavergne, Mayrinhac-Lentour, Rudelle, Rueyres[4].